# SHADOW SKILL
『影技 SHADOW SKILL』（シャドウスキル）は、岡田芽武による漫画作品、およびそれを原作とするOVA、テレビアニメ、小説。

## 概要
聖王国アシュリアーナという架空世界を舞台に、多くの人々との出会いや別れ、そして数々の闘いを通じて、一人の少年が闘士として成長してゆく様を描いたファンタジー。物語の基礎になったのは、漫画家デビュー前に岡田が描いていた同人誌。岡田の商業誌デビュー作である。

### 漫画連載
1992年1月に竹書房の『コミックガンマ』創刊号で連載が開始されたが、1996年5月(6月号 No.34)をもって同誌が休刊となって休止。1997年7月に富士見書房の『月刊ドラゴンジュニア』創刊号(1997年9月号)で連載再開したが、1998年12月(1999年2月号)で休載の後、講談社に移籍し、2000年2月の『アフタヌーン・シーズン増刊』第2号で連載再開。2002年10月(第14号)にて同誌の廃刊にともない休止。2003年2月『月刊アフタヌーン』4月号から移動して再開するが、2006年2月号にて一時休載、2009年9月号より連載再開したが、隔月の掲載などで事実上の不定期連載となっていた。このように何度かの出版社の移籍と掲載誌の変更・休載を経て、『月刊アフタヌーン』2014年5月号まで足掛け22年にわたって連載された。長期連載のため、初期と後期では絵柄がかなり異なっている。

### メディアミックス
竹書房の『コミックガンマ』の時からからメディアミックス展開を行っており、1992年12月から、ラジオ番組『林原めぐみのTokyo Boogie Night』などでラジオドラマが放送され、ラジオ・サントラCD + ボイスドラマCD展開される。1995年・1996年・2003年にOVA化された。
1996年3月10月には竹書房の小説版（ノベライズ化）が発刊され、1998年1999年にも角川でも小説版が発刊された。
1998年7月から12月に、テレビアニメが放送された。

## 登場人物
特に注釈のない限り、漫画版を基本として記述する。また声は特に記述のない限り、テレビアニメ・OVA・ドラマCD共通。

### 主要キャラ
ガウ・バン
声 - 松岡章夫 / 幼少期 - 永田亮子
字名「黒き咆哮（ブラック・ハウリング）」
主人公。14歳の闘士（ヴァール）。住んでいた村が盗賊に襲われて壊滅し、孤児となったところでエレと出会い、以来エレの弟として育てられている。心優しく素直で感受性の強い少年で、修練闘士であるエレを師匠とし、冒険の先々でさまざまな闘いを経験することで、人として、闘士として成長していく。修練闘士になる以前からクルダ流交殺法影技（えいぎ）、そして武技言語を操り、音だけしか残さず姿を捉えられないほどの素早い動きから、「黒き咆哮」の字名を持つ。
魔導力を必要としない世界で人々を導く「人の王」となるためにクルダ流交殺法院流創始者のシア・カーンと聖王国アシュリアーナ王女リルベルト・ル・ビジューの間に生まれた子で、ヴァジュラとヴァイ・ローは実兄、シャイル・ライディンは異母姉。後にカイ・シンク（初代クルダ王）に打ち勝ち、第60代修練闘士となる。エレとの最後の戦いに勝利した後、ヴァイ・ローより「刀傷（スカーフェイス）」の字名を受け継ぎ、修羅の王として生きてゆく道を選ぶ。また、ガウが「刀傷（スカーフェイス）」の字名を受け継いだため、歴史には第60代修練闘士の「黒き咆哮（ブラック・ハウリング）」は存在しないものとなる。
エレ・ラグ
声 - 林原めぐみ
字名「影技（シャドウ・スキル）」
18歳。第59代修練闘士（セヴァール）。字名の由来はクルダ流交殺法影技の使い手であるためと一般的には言われてきたが、実際はクルダの歴史にてあまりに危険な技のために追放・封印されたクルダ流交殺法陰流の使い手であり、「陰を知る者」という意味。最年少で修練闘士になり、若手最強と称される女性。ディアスの実妹で、ガウの姉のような存在であり師匠。闘いにおいてはその強さと闘いの美々しさで人々の畏怖と尊敬を集める一方、普段は酒にだらしなく、飲み過ぎてパーティの資金を使い込んだり、大量の借金を抱えたりしてはその都度フォウリィーの制裁を受けている。
修練闘士と魔導師という2つの力を持つカイ・シンクと、最強の魔導師ギネビィア・ハフェ・シエルの間に産まれた娘。修練闘士としての強靭な肉体と、どんな相手にでも立ち向かう不屈の精神を持つのはそれが大きな理由である。シア・カーンの弟子として陰流の技を磨いていたが、己の野望のために自分の生き方すらも決めようとする師匠シア・カーンに反発して出奔する。シア・カーンを倒したガウと闘うが、一撃必殺の前に敗れ去り、「其の一撃は無敵なり」の武技言語をガウに送り、兄と同様に倒れることなく死亡、と思われたが実は生きており、修羅の王として生きていくガウの道を認め、自身はガウの姉としてではなくガウを愛する女性として、「修羅の花嫁」となり共に歩んでいくことを誓う。
フォウリンクマイヤー・ブラズマタイザー
声 - 水谷優子
通称「フォウリィー」。呪符魔術士（スイレーム）の女性。出身は聖都ジュリアネスだが、現在はクルダに住んでいる。元々は呪符魔術士の掟に従い、暗殺者「フィアー・アルカナ（恐怖の呪符）」として父親（フォウリィーの師匠でもある）の仇であるエレの命を狙っていたが、決着が付かないまま、エレを見極めるためにパーティを組んでいた（後に兄弟子の陰謀と判明）。呪符魔術師としての腕もさることながら、体術でもエレに引けを取らない動きを見せる。パーティを組んで旅をしていく中でエレのことを理解し、現在では互いに心を開きあえる親友となっている。エレを狙う前に「暗殺の練習」と称してクルダの傭兵を何百人と暗殺しており、「リキトアの魔女」の二つ名がある。パーティ内唯一の既婚者で、夫は魔導師（ラザレーム）のワークス・F・ポレロ。夫よりエレの生存を知らされていた唯一の人物。修羅の王の道を歩むガウとエレに同行して共に旅立つ。
キュオ・リュー
声 - 大谷育江
獣魔捕人（セプティア）の少女。16歳。クルダ国王イバ・ストラの実兄で獣魔捕人隊「ファントム」隊長ジン・ストラの孫娘であり、「ファントム」唯一の生き残り。「ファントム」が巨大獣魔「月の王」により全滅させられた際に祖父を亡くし、仇を討つために手伝いを探している時にガウ達と出会い、以降、行動を共にする。直接的な戦闘能力はほとんど持っていないが、獣魔捕人らしく獣魔や自然に関する知識に明るい。後に血縁者である国王イバ・ストラの死去にともない、暫定的に傭兵王国クルダの新国王の座に就く（クルダの国法に基づけばエレがその座に就くはずだったが、それを嫌がった彼女に押し付けられた）。チェリンクという円環形の捕縛用武器を愛用。ガウにずっと好意を寄せている。
世界からの魔導力の消滅に伴い、人間同士が争う群雄割拠の時代に自分は王にはふさわしくないと判断してクルダの王位をスクリーブ・ローエングリンに譲り、ガウ一行に同行する。その際、エレに対してガウを諦めていないと女性としてライバル宣言をする。
ヴァイ・ロー
声 - 大塚明夫（OVA・ドラマCD） / 松本保典（テレビアニメ）
字名「刀傷（スカーフェイス）」
第57代修練闘士にして真修練闘士（ハイ・セヴァール）。傭兵王国クルダ2000年の歴史上、最強と称される英雄。左頬にはかつてカイ・シンクにつけられた傷痕がある。酒が好物で、英雄というイメージからはかけ離れた非常にノリの良い性格。その言動は普段は周囲を煙に巻くとぼけたものだが、いざという時にはものごとの筋はきちんと通す。その強さはもはや人外のものとも言われ、生きながらにしてすでに伝説とされている。クルダの闘士は戦いに赴く際、闘いを彼に捧げる意味を込めて、左頬に自らの血で彼の刀傷を模した「刀傷の化粧」を施す。ガウと同じくシア・カーンとリルベルト・ル・ビジューの間に生まれた子であり、ガウの実兄。またヴァジュラは双子の兄。既婚者であり、妻はジュリアネス聖騎士のフォルスティース・ロー。傭兵としての仕事以外では、「ワンアイ（片目）」というブランド名で服の仕立て屋をしており、本店をジュリアネスに持ち、各地に支店を持っている。また、ガウに字名を譲った後、フォルスティースの言葉からガウと戦い命を落としたことがうかがえる。
スクリーブ・ローエングリン
声 - 山口勝平
字名「白き閃光（ホワイト・ライトニング）」
通称「ロウ」。真闘士（ハイ・ヴァール）。クルダ流交殺法表技（ひょうぎ）を得意とする。クルダ国王イバ・ストラの直弟子。まだ闘士でありながら、あまりの強さのためにガウ同様に字名を持ち、武技言語も使用できる。国王イバ・ストラのエレに対する召集の勅命を携えた密使として登場、最初は修練闘士であるエレの召集にガウが邪魔であると見なして排除しようとするが、闘いを通じて互いの実力を認め合い、親友となる。姉が複数人いる模様だが詳細は不明。
その正体はジュリアネス聖騎士であり、初代クルダ王の封印の監視をしていたが、フォウリィーとの戦いで初代クルダ王の封印が解けていたことを知る。特徴的な大きなイヤリングは聖騎士としての彼に与えられた秩序法典でもある。自分を聖騎士だと分かっていた上でクルダ流交殺法の奥義を与えてくれた師イバ・ストラには深い感謝と尊敬を抱いている。
キュオに好意を寄せており、「月の王」討伐など陰日向に彼女の手助けをしているが、キュオはその好意には気づいていない。群雄割拠の時代になった世界でクルダを導くため、キュオより王位を譲られクルダの王となる。

### 傭兵王国クルダ
カイ・シンク
声 - 子安武人
字名「紅（クリムゾン）」（修練闘士としての字名）、「銀の剣（シルバーソード）」（魔導師としての字名）
第56代修練闘士。修練闘士の暴力と魔導師の魔力を併せ持つ唯一の人物。
「刀傷」ことヴァイ・ローの左頬の傷をつけた張本人であり、彼に最大の恐怖を感じさせた人物。修練闘士としてはクルダ流交殺法剣技の使い手であり、蛇蝎（だかつ）と呼ばれる手投げ式の短刀を自在に操る。また魔導師としてはクルダの王室政務官であり、クルダ国王の側近として政治の補佐を執り行っている。
その正体は、2000年前に7人の仲間と共に当時クルダを支配していたキシュラナに独立戦争を仕掛け、クルダを建国した「紅の王」と呼ばれた初代クルダ王にしてクルダ流交殺法創始者。魔導師として鬼珠（きしゅ）という宝玉を創り出し、その力を使った超再生能力で事実上の不老不死を得ている。しかしクルダ王となった後、諸国にその力を恐れられ、彼自身が永遠に聡明な王であり続けるわけではないと考えた仲間達が諸国と結託し、肉体と魂を分けて封印された。7人の仲間は封印の際に彼の呪いの血を受け、老いることも自殺することもできない呪いを受けた。殺戮と闘争の本能が鬼珠に封印されてキシュラナの厳重な管理下に置かれ、肉体はクルダの地下深く封印される。
ギネビィアが封印の際に細工を施し自然に封印が解かれるようにしていたため、後の世に封印から目覚める。記憶をギネビィアに操作されていたために、自身が初代クルダ王であることを覚えていなかったが、聖王女がクルダに使用した大魔法「華厳（けごん）」によって地下の自身が封印されていた跡地が露出した際に記憶が復活、初代クルダ王として覚醒する。その後は自分を倒す事のできる存在としてガウを選び闘う。ガウとの戦闘で鬼珠を破壊され肉体を失うが、意思と魔導力のみを持った存在「幽星体（アストラルボディー）」となり、ガウに修練闘士の称号を与えた後、多くのクルダの英霊と共に異世界へと旅立つ。
ディアス・ラグ
声 - 宮本充
字名「黒い翼（ブラック・ウイング）」
エレ・ラグの実兄。闘士としてエレ以上の素質を持ち、修練闘士になるのは間違いないと思われていた。だが、エレが幼少時に流行り病にかかったため、ディアスは妹の莫大な治療費を稼ぐために過度の戦闘をこなし続けた。結果、エレは助かったが、代償としてディアスの身体は壊れてしまい修練闘士にはなれなくなる。その後は当代一の武器の名工として、クルダ領内のブロラハンという町に一人で暮らす。ガウを弟と呼んで実弟のように接し、自らが作り上げた最強の武器であるブーメラン「ブラック・ウィング」をガウに託す。後にガウを守るために朽ちかけた身体でダークネスと対決し、自らの命と引き換えにガウを守り、「人間として」闘いに勝利する。死後、聖王女リルベルト・ル・ビジューから聖王国アシュリアーナの闘士に与えられる最高の称号「ソード・オブ・アシュリアーナ（聖国の剣）」を授与される。
カイン・ファランクス
声 - 辻谷耕史
字名「G」
第58代修練闘士。闘士として純粋に強さを求める余りに心を狂気に支配され、祖国を裏切りソーウルファン王国の鉄騎兵団参謀としてクルダに戦いを挑む。鉄騎兵団の敗走後は単独でクルダ城内に潜入、国王イバ・ストラの首を狙う。実は3年前にもイバ・ストラの命を狙っており、その際にスカーフェイスに倒されていたが、自らはそこで倒されることを予想して死者を操る呪符にその身を操られる存在となっていた。王を守るために駆けつけたガウと闘って敗れ、最後はガウに自らが成し得なかった心清い真の闘士の夢を託して消滅する。残留思念が少数の呪符と共にガウの体に残っており、レンとの初戦で敗北寸前だったガウに語りかけている。
イバ・ストラ
声 - 佐藤正治
字名「鷹の目（ホーク・アイ）」
第55代修練闘士にして真修練闘士。クルダ国王。字名は、どんな攻撃でも初手で見極めることができることから付けられた。キュオの祖父ジン・ストラの弟。陰流のクルダ侵攻の際ヴァジュラと戦うが、ヴァジュラの顔がヴァイに似ていることに驚いた隙をつかれ陰流「刹那」を受け死亡。クルダ地下でエレとカイの戦闘後、カイのあふれた魔力により一瞬だけ復活。崩れた瓦礫を両断しキュオとロウを守る。
フェオリナ
声 - 竹ノ内美奈子
クルダで酒場兼旅館を営む少女。武器職人であり酒造りの名人でもあった父親が遺した酒場を一人で切り盛りしている。ちなみに、元はファンが作ったホームページ『アシュリアーナの酒場』の看板キャラクター。ホームページに顔を出していた岡田芽武が、管理人の許可を得て作中に登場させたという経緯がある。
コア・イクス
呪符魔術師。第1話に登場。闘技祭におけるエレの決勝での対戦相手であったが、字を欲するあまりに試合前にエレを不意打ちし、対戦資格を失う。その後呪符で獣魔を復活させ、ガウを人質にしてエレを倒そうとするが、呪符の呪縛を逃れたガウによって獣魔を倒されて失敗した。その後はしばらく姿を見せなかったが、ソーウルファン王国のクルダ襲撃時に再登場。クルダを覆う火炎を呪符で操作し、エレたちが王城へ行くための道を作る。現在はクルダ呪符魔術師隊の副長。

### 聖地ジュリアネス
リルベルト・ル・ビジュー
声 - 天野由梨
聖都ジュリアネスを統べる聖王女にして、聖王国アシュリアーナを象徴する存在。2000年前に初代クルダ王と共に戦った7人の1人であり、当時の字は「神異」。不老不死の呪いの後、姉ラルジェントと共に聖王国を建国。前聖王女であった姉がエリアードにより幽閉された後から現在に至るまで聖王女として君臨している。ヴァジュラ、ヴァイ、ガウの実の母。自らの体内に封印した真の秩序法典を狙うギネビィアを退けた後、シア・カーンを打ち滅ぼそうとするが逆に返り討ちに遭い、ガウに母親として何もしてやれなかったことを贖罪し、最後は息子の幸せを願いながら消滅する。
自らが魔導師でありながら、人は魔導力に頼ることなく己の力のみで生きていけると考えており、この世からの魔導力の消滅を望んでいる。そういった意味でシア・カーンとは意見の一致を見ており、シア・カーンとの間にガウたち3人の息子を儲ける動機となった。ガウを守るため、シア・カーンに闘いを挑むが、彼の圧倒的意志力の前になすすべなく敗れ、殺害される。リルベルトが死んだことにより、魔導力は世界から消滅し、世界は人による群雄割拠の時代を迎えることになる。
ルナリィス・アンブラ
声 - 高木礼子
月影とよばれる人外の存在。人の命の時間を止めることができる力を有している。2000年前に初代クルダ王と共に戦った7人の1人であり、本名はシンブ・カグラ。当時の字は現在の異名と同じ「月影」。不老不死の呪いの後悠久の時を旅し、魔導神と呼ばれるほどの力を得るに至った。岡田芽武が原作を手がけていた漫画『幻想世界英雄列伝忍ザード』の主人公でもある。人の世界で起きた騒乱は人の手により収められるべきと考え、異世界へと旅立つ。
ラルジェント・ル・ビジュー
20年前エリアードに幽閉され姿を消した前聖王女。現聖王女リルベルトの実姉。2000年前に初代クルダ王と共に戦った7人の1人であり、当時の字は「光輪」。不老不死の呪いの後、妹リルベルトと共に聖王国を建国。エリアードを破ったヴァイにより幽閉から救出されるが、幽閉の中で魔導力を吸収されていたため自身の命も尽きており、エリアードと共に消滅する。
ギネビィア・ハフェ・シエル
最強の魔導士と呼ばれる女性。2000年前にクルダ王と共に戦った7人の1人であり、当時の字は「焔皇」。予知の能力を持ち、聖王国摂政として政治に関わっているが、その姿は禁忌とされており、聖王女など一部の者以外は見ることを禁じられている。聖王女さえも120年ほど姿を見ておらず、聖騎士の間では既に存在していないものと思われていた。カイ・シンク封印の際に後々自然に解けるよう封印に仕掛けを施し、さらにカイ・シンク本人と関係者の記憶全てを改竄しカイ・シンクが初代クルダ王であることを隠蔽した。
魔導師として世の理の探究を追い求めた果てにリルベルトが封印する真の秩序法典に記された知識と人外の力を欲し、魔戦形態を超えた超越魔導で不死者となってリルベルトに闘いを挑んだが、最後はリルベルトに全身をバラバラにされた上で秩序法典ごと宇宙空間に追放される。
女としてカイ・シンクを愛しており、彼との間にエレを儲けている。カイ・シンクの封印に細工を施したのは彼を愛するが故の行動であり、また母親として子供の前に立つことができないという意味で、彼女はリルベルトと同じであった。
フォルスティース・ロー
ジュリアネスの聖騎士。聖騎士の中でも特に腕の立つものがなれる禁楼衆のひとりとして、聖王女をお守りする役目を担っている。腕前は禁楼衆ナンバー2。ヴァイの妻であり、『俺を止めるために本気で立ちはだかることができる奴』として、ヴァイからの信頼を受けている。

### 陰流の者達
シア・カーン
声 - 大友龍三郎
クルダ流交殺法陰流創始者にして、虎の王の異名を持つ。陰流が地上で最強の闘技であることを証明することを目的として掲げているが、真の目的は魔導力を世界から消し去り、人が魔導力に頼らずに人のまま神を超えた人の王のもとで世界をひとつにする事。2000年前に初代クルダ王と共に戦った7人の1人であり、当時の字は「虎王」。不老不死の呪いを受けた後、陰流を創始。さらに同じクルダ建国の仲間であった聖王女リルベルトとの間にヴァジュラ、ヴァイ、ガウを儲ける。ガウを人の王として成長させるためにさまざまな手段を講じ、それを成し遂げるためにはどんな障害も実力で排除しようとする。
リルベルトを手にかけた後、『クルダの傭兵』として立ちはだかるガウと闘う。強靭な肉体と精神力、そしてガウをも上回る速さでガウを追い詰めるが、最後は基本に立ち返ったガウの一撃必殺の蹴り技の前に倒れる。
レン・フウマ
声 - 関智一
シア・カーンの弟子のひとりで陰流の使い手。師であるシア・カーンを父のように慕っているが、自身がガウのテストケースであることを知り、ガウに激しいライバル心を燃やしている。陰流のクルダ侵攻の際にガウとの最終決戦に臨み、戦闘では優勢だったが援軍に来たキシュラナ軍の矢を受け一度死亡。直後にカイの魔導力によって復活し、カイによって魔法「神羅（カグラ）」を施され、全てのクルダ流交殺法を知る最強の闘士となるが、ガウが繰り出した陰流「空牙（クーガ）」を受け死亡。死の間際、ガウとは敵ではなく兄弟のようになりたかったのだと気づいて死亡する。その後、クルダ地下でエレとの戦闘によりあふれたカイの魔力の影響を受け一時的に復活、ガウと共闘するがカイに魔力を断たれたことで再び倒れる。
ヴァジュラ
シア・カーンの弟子のひとりで陰流の使い手。「刀傷」ヴァイ・ローの双子の兄であり、エレの元許嫁でもある。陰流のクルダ侵攻の際にクルダ王イバ・ストラを討ち取り退却の際エレと戦闘、あと一歩まで追い詰めるが右手と首を切断され敗北する。その後切断された部位を魔導力で結合し、カイ・シンクが封印を解かれ、ヴァイ達と友になり、記憶を取り戻し王に戻った一連の事件は何者かの策略であるとヴァイに伝え、ヴァイと闘うが敗北。闘士として死ねることを感謝し死亡する。
ゼクウ・リンネ
シア・カーンの弟子のひとりで、最も陰流の技を受け継いだ天才。サイ・オーとエレとの決闘の際、サイ・オーに深手を負わせた張本人。陰流のクルダ侵攻後、正体を隠してエレ一行に接近し信頼を得るが、強さとは孤独という理論のもとに、ガウから仲間を排除するため正体を明かしエレと戦う。エレには敗れるが最後の力で自分への止めをガウに刺させ、人を殺すということの重さをその身をもってガウに教える。
ゴーマ・セルディス
シア・カーンの弟子のひとりで呪符魔術士でもある。外見は青年だが、実際はギネビィアの魔力を借りて遥かな時を生きる老人。自身が闘いの最前線に赴くことは稀で、専らソーウルファン王国をはじめとするクルダの敵対勢力の扇動などといった裏工作を行っている。自分が魔導師になり、エレを超える闘士を作るという目的のもと、シャイルにさまざまな強化や呪いを施した。エレとの戦いに敗れたシャイルを自分の元に転移させた際に顔の半分が老人に戻り、その姿のままシャイルに顔から上半身を両断され崖下へと転落する。
シャイル・ラィディン
呪印を封じ込めた魔導指輪（エンチャントリング）と陰流を併用する魔導拳の使い手。母は違うがシア・カーンの娘であり、ガウにとっては異母姉となる。ゼクウの死体を回収に来た際に、ゼクウを自ら殺したことに精神的ショックを受けていたガウを完膚なきまでに叩きのめす。その闘いは暴力的で無茶苦茶であり、さらに人の命を奪うことに何のためらいも持たない。ゴーマにエレを殺すことだけを目的として育て上げられたため、エレを殺さなければ自身に生きる価値はないと思っていたがエレの説得によりゴーマの呪縛から解き放たれる。その後は初めて自分に生まれた「ガウの姉になる」という思いを持ってエレと戦うが、決着がつく前にゴーマにより強制的に転移されてしまう。

### 森林王国リキトア
カイラ・ル・ルカ
声 - 西村ちなみ
リキトア出身の牙族の女性。四天滅殺のひとつであるリキトア流皇我王殺法の使い手。同性愛者の傾向（これは彼女個人だけではなく牙族全体のもの）があり、エレに執拗にキスを迫る。
リキトア・ラ・ライカ
現在のリキトアの王。リキトアの王は、代々リキトアの森にある聖なる木から産まれる牙族から出ることになっており、王となるものは産まれながらにして『リキトア』を名乗る。外見はまだ幼い子供だが、その立ち居振る舞いは王そのもの。陰流との戦いで疲弊したクルダ再建のための支援を約束する。

### 剛剣王国キシュラナ
サイ・オー
声 - 曽我部和恭
剛剣王国キシュラナの出身。四天滅殺のひとつであるキシュラナ流剛剣士（死）術の使い手。かつてエレに敗れた師匠ザル・ザキューレの仇としてエレを狙い、「四天滅殺交わること無かれ」の掟を破ってエレと決闘を行うが、戦闘中にゼクウが遠方から放った槍で致命傷を受ける。それでもエレとの対決を続行するが、最後はエレに倒される。
リキュナ・オー
サイ・オーの妻でザル・ザキューレの娘。キシュラナ流剛剣士（死）術の使い手。四天滅殺の掟に背いてエレと戦って敗れたサイ・オーの責任を取るべく、領内の堰に棲む龍神（ドラゴン）討伐の命を受け、その助っ人として身分を隠してキシュラナを訪れていたエレを自身の仇とは知らずに雇う。当初はエレに対して激しい復讐心を抱いていたが、龍神との闘いを通じてエレの正体とその真意を知り、その後はエレにさまざまな面で助力する。

### その他
ダークネス
声 - 草尾毅
闇の異名を持つ人外の存在。盲目故に心を読めると言われている。また魔導も剣術もこなす。ヴァイの頼みでガウに恐怖を教えるため彼と闘い、ガウを助けに来たディアスと戦闘になる。ガウの「神音（カノン）」により肉体が消滅したように見せかけて撤退する。
2000年前初代クルダ王と共に戦った7人の1人であり、本名はヴァルム・ツェーイー・ロービィス。当時の字は現在の異名と同じ「闇」。不老不死の呪いを受けた後悠久の時を旅し、人外の神と呼ばれるようになる。
エリアード・ジーン
20年前聖地に現れ、当時の聖王女ラルジェントを無限の暗黒へと幽閉した邪悪な魔導師。ラルジェント幽閉の際16歳だったヴァイ・ローを破っている。20年後獣魔と共に聖地に再度現れジュリアネスを陥落させようとするが、ヴァイの「神殺（カオス）」を受け塵となって消滅する。しかしその強大な魔導力は残留魔導となって世界に残り、陰流のクルダ侵攻に利用される。
2000年前初代クルダ王と共に戦った7人の1人であり、当時の字は「業魔」。不老不死の呪いを受けた後、魔王と呼ばれても魔導力を世界に永遠に存続させることを目的とする。
ルイ・フラスニール
声 - 関智一
フォウリィーの兄弟子。呪符魔術士。かつて暗殺者としてエレを暗殺しようとして失敗し、体に大きな傷痕を付けられた。その恨みを晴らすのと師匠の跡目をフォウリィーから奪うことを目的に師匠（フォウリィーの父）を殺し、その罪をエレになすりつけ、フォウリィーを暗殺者としてけしかけて共倒れにすることを画策したが、最後はガウに倒される。
ガナ・ギーグ
声 - 冨永みーな
「楔（ウェッジ）」の字を持つ獣魔術師。かつて魔神を封じ込めた結晶石を奪うために同行していた獣魔捕人隊「ゴースト」を全滅させており、そのため獣魔捕人からは「破壊獣魔術師（デストラクション・ヒュレーム）」として忌み嫌われている。ソーウルファン王国に雇われた傭兵として再三ディアスの命を狙うが、ディアスの守護に現れたエレとの闘いに敗れる。しかしソーウルファンにはあくまでも金で雇われただけであり、金さえ払えば確実に依頼を果たす傭兵として、後にヴァイの依頼でレンとの闘いに敗れたガウを、ヴァイの元へ連れ帰っている。
リーン・ガルキドス
声 - 中田浩二
ソーウルファン王国鉄騎兵団隊長。鉄騎兵団1000名を率いてブロラハンに攻め入り、ディアスを強奪・殺害しようとするが、阻止すべく立ちはだかったガウ1人に部隊はほぼ壊滅し、ガウとの果し合いで決着をつけようと自ら闘いを挑む。両腕に直接装着した剣を駆使しての「四段突き」でガウを追い詰めるが、最後は姿が見えなくなるほどの素早い動きを見せたガウに敗れる。この闘いがきっかけで、ガウは自らの字を「黒き咆哮」と称するようになる。
後にカインが巻き起こした混乱に乗じて、カインとは別ルートでクルダに少人数で潜入。王城へ向かおうとするが、自身の大怪我を顧みずに闘いを挑んできたロウに敗れる。

## 用語解説
聖王国アシュリアーナ
王国全体を統べる聖地ジュリアネスを中心とし、聖地の四方を囲むような形で配置された聖地を守護する四つの国（クルダ、キシュラナ、リキトア、フェルシア）で構成される、聖王女リルベルト・ル・ビジューを頂点とした国。国を治める力として魔導力を源としており、魔導力を持たないソーウルファン王国をはじめとする近隣諸国からは脅威として見られ、侵略の標的となっている。
傭兵王国クルダ
聖王国アシュリアーナの南方に位置する国で、物語の主たる舞台。クルダ人はクルディアスと呼ばれ、褐色の肌と高い身体能力を持つ。クルダ流交殺法を操り、一騎当千と謳われる傭兵が住んでいる。国王は世襲制ではなく、強さを国民が認めた者が即位する（真修練闘士がいればその者が自働的に次代の王となる。キュオの即位は例外的なもの）。キシュラナに属国として支配されていた歴史を持っている。隣国から聖王国へ侵攻するためには地理的にクルダを必ず通ることになるため、非常に堅固な城壁によって守られている。
クルダ流交殺法（-こうさっぽう）
クルダに伝わる戦闘術の総称。いくつかの流派があるが、剣技の一部を除いて基本的に無手で（武器を一切使用せず、己の身ひとつで）相手を打ち倒す戦闘術である。奥義は「死殺技（しさつぎ）」と言い、剣技以外は技名がほぼ全て武器の名前となっている（裂破（レイピア）、火断亡（カタナ）など）。
表技（ひょうぎ）
手技と投げ技が主体の戦闘術。
影技（えいぎ）
足技と体捌きが主体の戦闘術。かつてクルダがキシュラナに支配されていたころに、クルダ人が手枷をされていたことから、自由になっている足を使う戦闘術として生まれたという。
剣技（けんぎ）
剣や短剣などを使用する戦闘術。
最源流（さいげんりゅう）
クルダ流交殺法最初期に使われた戦闘術。口伝によってのみ伝えられる奥義であり、使用する闘士にはとてつもなく高い技量が求められる。物語中では影技「神移（カムイ）」と「神音（カノン）」が使われている。
陰流（いんりゅう）
クルダ流交殺法を基礎として、技としての破壊力を徹底的に追い求め、地上最強たるを目指した戦闘術。しかし余りに強大すぎる破壊力のために邪道とされ、その存在は闇に葬られていた。
真陰流（しんかげりゅう）
「刀傷」ヴァイ・ローが編み出した技「神殺（カオス）」に冠した流派。「しんいんりゅう」ではなく「しんかげりゅう」と読む。
武技言語（ぶぎげんご）
クルダ流交殺法のうち、表技と影技に伝わる技のひとつ。必殺の一撃を放つ際にある一定の言葉を唱えることにより、自身の攻撃の破壊力を何十倍にも増幅させ、さらに相手の動きを一瞬静止させる。一種の催眠術ともいえる技である。なお、表技を使用するロウと影技を使用するエレやガウでは詠唱する言葉や内容が若干異なるが、流派によって異なるものなのか、または詠唱する人間によって異なるものなのかは不明である。
剛剣王国キシュラナ
アシュリアーナの東方に位置する国。聖地ジュリアネスを守護する四つの国の中で最古の歴史を持ち、かつてはクルダを属国として支配していた。「左武頼（さぶらい）」と呼ばれる武人がいる。
キシュラナ流剛剣士（死）術（-ごうけんしじゅつ）
強大な精神力によって自身の持つ殺気を具現化し、敵を攻撃する戦闘術。
森林王国リキトア
アシュリアーナの北方に位置する国。豊かな自然を誇り、牙族という全て女性の半獣人が住んでいる。
リキトア流皇我王殺法（-こうがおうさっぽう）
自然物を自分の体の一部のように操る戦闘術。地面を隆起させて拳として殴りつけたり、木の葉を目として視覚の強化を行う等の使用法がある。
フェルシア
アシュリアーナの西方に位置する国。漫画には登場していない。
フェルシア流降魔符印法（-こうまふういんほう）
「降魔（ルナティ）」と呼ばれる人型兵器を操る戦闘術。降魔の全身は曲面装甲で覆われ、修練闘士の攻撃をも受け流すほどの防御力をもつ。また、小説「ETENDERD」では、降魔の核にはその符印法士の最も愛する者が使われるという描写がある。
ジュリアネス
アシュリアーナの中心に位置する国およびその聖都の名前。聖王女の強大な魔導力によって空中に浮かぶ空中都市であり、聖鎖と呼ばれる巨大な鎖で地上に繋がれている。
ジュリアネス聖騎士団
聖地ジュリアネスおよび聖王女の守護を目的とする騎士団。聖王国アシュリアーナに属する各王国の監視役としての役割も担う。聖王国の秩序を管理する人造魔導師「秩序法典（オルド・コデックス）」をともなっており、その指示によって聖王国の利害に反する行為やそれを行った者を処断することができる。
秩序法典（オルド・コデックス）
ジュリアネス聖騎士団が持つ人造魔導師。聖騎士が抜剣するためにはこの装置による許可を得なければならない。聖騎士により形は異なり、フォルスティースは周囲に浮かぶ3つの顔、ロウはイヤリングの形をしている。
真の秩序法典
聖王女リルベルトが体内に隠し持っている魔導書。聖騎士達の持つ秩序法典はこれのコピーであり、原本であるこの魔導書には世界の全ての秩序すら自由に操ることができる人外の知識と力が記されている。2000年前カイ・シンクとともに戦った7人はこの魔導書を解読し強大な力を得たが、彼らでも全体の三割程度しか解読できていなかった。
ソーウルファン王国
聖王国アシュリアーナと敵対する国。傭兵王国クルダの隣国である。大地はやせ細り、常に飢餓と貧困に苦しんでいるために、鉄騎兵団を率いて聖王国の豊穣さを手に入れようとしている。
修練闘士（セヴァール）
クルダの力の象徴で、「最高の栄誉と恐怖を司る者」とされる闘士として最高位の称号。クルダ2000年の歴史上59名しか存在せず、修練闘士が存在しない時代もあった。「字名（あざな）」を名乗り、身体にクルダの紋章の刺青を彫る。
真修練闘士（ハイ・セヴァール）
修練闘士の上位の称号。王の摂政であり、次期王位継承権を持つ。クルダ2000年の歴史上8名しかいない。
真闘士（ハイ・ヴァール）
クルダの闘士の中でも特に優れた者に与えられる称号。闘士50人分くらいの強さを持つ。
闘士（ヴァール）
クルダの傭兵の総称。傭兵でも呪符魔術士でも闘士と呼ぶ。強い順に、真修練闘士→修練闘士→真闘士→闘士となる。
呪符魔導師（スイレーム）
自身の魔力を結晶させた文字（魔力文字）を呪符にあらかじめ記しておき、使用時に呪符に問いかける（「お伺いを立てる」という）ことで、書かれている文字に対応する魔法効力を発動させる者。呪符の種類によって攻撃・防御・治癒など、あらゆる効力の魔法を使用することができる。師匠を殺された呪符魔導師は、本名を捨てて暗殺者となり師の仇をとらねばならず、失敗した場合は一生本名に戻れないばかりか、自分以外の全ての呪符魔導師から敵とみなされ命を狙われるという独自の掟があり、かつてはフォウリィーもこの掟に従い、師の仇（と思い込まされた）エレの命を狙っていた。アシュリアーナ各国に呪符魔導師協会という独自の組織を持ち、各王国からの政治的干渉を受けることがほとんどない。
獣魔捕人（セプティア）
罠を仕掛け、獣魔を捕獲（「捕縛」という）することを生業とする者。自然界に棲む獣魔を相手にすることから、自然に関する知識を豊富に持っている。大抵の場合、獣魔捕人隊と呼ばれるパーティーを組んで捕縛にあたる。
獣魔導師（ヒュレーム）
魔力石という結晶体に封印した獣魔を自身の身体の一部を触媒として呼び出し、自身の意のままに操る者。一種の召喚師。呪符魔導師同様、呼び出す獣魔の種類によって攻撃・防御・治癒などが可能。また、獣魔導師自身の肉体すべてを触媒として、より強力な攻撃を仕掛けることもできる。
魔導師（ラザレーム）
自身と触媒（杖など）のみで自然界に宿る魔力を集め、物質移動や重傷者の治療など、さまざまな奇跡を行う者。王を補佐する王国政務官として、アシュリアーナ各国の政治も執り行っている。聖王国アシュリアーナ全土に11人しかいない。後天的に魔導師になることは出来ず、魔導師の血を持つ者だけがなることができる。
四天滅殺（してんめっさつ）
聖王国アシュリアーナを守護する四つの国がそれぞれ使う四大流派（クルダ流交殺法、キシュラナ流剛剣士（死）術、リキトア流皇我王殺法、フェルシア流降魔符印法）の総称。「四天滅殺交わること無かれ」という掟により、各流派間の闘いはどのような事情があろうとも固く禁じられており、掟を破った者、およびその者の所属する国には制裁が下される。各流派の最高位の戦士（クルダなら修練闘士）は比喩などでは無く本当に一騎当千のため、他国への無断侵入は千人規模の軍隊による軍事侵攻とみなされる。
なお、アニメ版では「四天」と略された上、「四天滅殺」は漫画版での「四天滅殺交わること無かれ」を意味する言葉に変更されている。
ドリュアルクの砂
本来は園芸用に使われる水はけのよい砂だが、炎の呪符力に反応して爆発を起こすという性質があり、この世界における爆薬として戦場で用いられる。
園芸が趣味だったフェオリナの亡父がこの砂を大量に持っていたためソーウルファンに狙われ、エレ達との縁が出来るきっかけとなった。

## 漫画単行本
出版社の移籍を繰り返した結果、単行本の刊行についてはかなり複雑な経過を辿っている。
最初は竹書房から「バンブー・コミックス」で全4巻が刊行、連載誌が『月刊ドラゴンジュニア』に変更後、同一の内容の角川書店「ドラゴンコミックス」から全4巻が刊行された（以上は絶版）。講談社に移籍後、アフタヌーンKCDXで出版される際に、竹書房版の1巻と2巻を『black howling』、3巻と4巻を『black wing』として再装丁。『月刊ドラゴンジュニア』連載分については『phantom of shade』として1冊に纏め、『アフタヌーン』連載分については改めて1巻よりナンバリングを開始、連載終了までに11巻が刊行された。なお、通算の巻数については、講談社版単行本の表紙絵において、ナイフでテーブルに刻まれた傷の本数で確認することができる。

### 書誌情報
- 岡田芽武『影技 SHADOW SKILL』竹書房〈バンブーコミックス〉、全4巻
  1. 1992年12月、ISBN 4-88475-616-9
  2. 1994年5月、ISBN 4-88475-713-0
  3. 1995年6月、ISBN 4-88475-814-5
  4. 1996年7月、ISBN 4-8124-5066-7
- 岡田芽武『SHADOW SKILL—影技』角川書店〈ドラゴンコミックス〉、全4巻
  1. 1998年6月、ISBN 4-04-926117-0
  2. 1998年10月、ISBN 4-04-926122-7
  3. 1998年10月、ISBN 4-04-926125-1
  4. 1998年12月、ISBN 4-04-926127-8

（上記 竹書房〈バンブーコミックス〉版と同一内容）
- 岡田芽武『SHADOW SKILL』講談社〈アフタヌーンKCデラックス〉、全3巻
  - 『SHADOW SKILL - black howling』 2000年2月21日[2]、ISBN 4-06-334283-2 『コミックガンマ』連載 前期分
  - 『SHADOW SKILL - black wing』 2000年6月20日[3]、ISBN 4-06-334310-3 『コミックガンマ』連載 後期分
  - 『SHADOW SKILL - phantom of shade』 1999年11月19日[4]、ISBN 4-06-334240-9 『月刊ドラゴンジュニア』連載分
- 岡田芽武『SHADOW SKILL』講談社〈アフタヌーンKCデラックス〉、全11巻
  1. 2001年9月19日[5]、ISBN 978-4-06-334457-8
同日  初回限定版[6]、ISBN 978-4-06-336333-3
  2. 2002年11月20日[7]、ISBN 978-4-06-334630-5
  3. 2003年12月18日[8]、ISBN 978-4-06-334826-2
  4. 2004年11月22日[9]、ISBN 978-4-06-334949-8
  5. 2006年4月21日[10]、ISBN 978-4-06-372134-8
  6. 2010年5月21日[11]、ISBN 978-4-06-375923-5
  7. 2011年3月23日[12]、ISBN 978-4-06-376040-8
  8. 2012年1月23日[13]、ISBN 978-4-06-376187-0
  9. 2013年1月23日[14]、ISBN 978-4-06-376769-8
  10. 2013年9月20日[15]、ISBN 978-4-06-376887-9
  11. 2014年5月23日[16]、ISBN 978-4-06-376987-6

## ラジオドラマ
1992年12月5日から1993年12月4日の12回、ラジオ番組『林原めぐみのTokyo Boogie Night』と『熱血電波倶楽部』でラジオドラマ第1期が放送された。キャスト（声優）やスタッフは、下記のOVA製作と同じである。
- ACT1、第1回、1992年12月5日放送「SCAR FACE 1」
- ACT1、第2回、1992年12月12日放送「SCAR FACE 2」
- ACT1、第3回、1993年1月30日放送「SCAR FACE 3」
- ACT2、第4回、1993年2月20日放送「QO 1」
- ACT2、第5回、1993年3月27日放送「QO 2」
- ACT2、第6回、1993年4月24日放送「QO 3」
- ACT3、第7回、1993年6月5日放送「FOLLY 1」
- ACT3、第8回、1993年7月3日放送「FOLLY 2」
- ACT3、第9回、1993年7月17日放送「FOLLY 3」
- ACT4、第10回、1993年10月9日放送「WHITE LIGHTNING 1」
- ACT4、第11回、1993年11月6日放送「WHITE LIGHTNING 2」
- ACT4、第12回、1993年12月4日放送「WHITE LIGHTNING 3」

1995年7月1日から同年7月29日の4回、ラジオ番組『林原めぐみのTokyo Boogie Night』と『熱血電波倶楽部』でラジオドラマ第2期が放送された。
- ACT5、第13回、1995年7月1日放送「BLACK WING 1」
- ACT5、第14回、1995年7月8日放送「BLACK WING 2」
- ACT5、第15回、1995年7月22日放送「BLACK WING 3」
- ACT5、第16回、1995年7月29日放送「BLACK WING 4」

上記の他に、ラジオドラマ第3期があるようだが、詳細不明。

### ドラマCD
上記のラジオドラマの内容は、ドラマCD（音楽CD+ボイスドラマ）として下記の4枚がキングレコードのレーベル：スターチャイルドから発売された。
ラジオ未放送分のボイスドラマの他に番外編も収録。
- CD『影技～SHADOW SKILL 1』1993年7月23日発売

型番：KICA-157、EAN 4988003141899、JAN 4988003141899
収録内容：
1、ルッキン・フォー・ラヴ
2、ACT1「スカー・フェイス 1」
3、ACT1「スカー・フェイス 2」
4、ACT1「スカー・フェイス 3」
5、レッツ・ドゥ・イット・ワンス・アゲイン
6、ルッキン・フォー・ラヴ
7、ACT2「QO 1」
8、ACT2「QO 2」
9、ACT2「QO 3」
10、レッツ・ドゥ・イット・ワンス・アゲイン
収録時間合計：59分
- CD『影技～SHADOW SKILL 2』1993年10月21日発売

型番：KICA-168、EAN 4988003147761、JAN 4988003147761
収録内容：
1、予感
2、ACT3「フォリー 1」
3、ACT3「フォリー 2」
4、ACT3「フォリー 3」
5、勝負
6、心情
7、悪意
8、宿命
9、雑踏
10、日常
11、伝説
12、謀略
13、覚醒
14、影技番外編・しゃどうすぎる・アクト1「生きる」
15、影技番外編・しゃどうすぎる・アクト2「兄貴」
16、ミッドナイト・シークレット
収録時間合計：56分
- CD『影技～SHADOW SKILL 3』1994年6月3日発売

型番：KICA-175、EAN 4988003154165、JAN 4988003154165
収録内容：
1、ハーフ・ムーン(歌:水谷優子)
2、ACT 4「ホワイト・ライトニング 1」
3、ACT 4「ホワイト・ライトニング 2」
4、ACT 4「ホワイト・ライトニング 3」
5、咆哮
6、威圧
7、孤独
8、希望
9、月光
10、苦戦
11、反撃
12、仲間
13、影技番外編-じゃどうすぎる-アクト3「男達の宿場」
14、影技番外編-じゃどうすぎる-アクト4「月がとっても青いから」
15、影技番外編-じゃどうすぎる-アクト5「戦いへの序章」
16、ポジティヴな明日 (歌:大谷育江)
収録時間合計：66分
- CD『影技～SHADOW SKILL 4』1995年8月4日発売

型番：KICA-253、EAN 4988003175795、JAN 4988003175795
収録内容：
1、ACT 5「ブラック・ウィング」プロローグ
2、ACT 5「ブラック・ウィング 1」
3、ACT 5「ブラック・ウィング 2」
4、ACT 5「ブラック・ウィング 3」
5、ACT 5「ブラック・ウィング 4」
6、ACT 5「ブラック・ウィング 5」
7、ACT 5「ブラック・ウィング 6」
8、ACT 5 エピローグ
9、過去
10、葛藤
11、激闘
12、バッド・フェロウズ～ルッキン・フォー・ラヴ
収録時間合計：76 分
- CD『影技～SHADOW SKILL 5』1996年7月5日発売

型番：KICA-310、EAN 4988003188016、JAN 4988003188016
収録内容：
1、エクォル・ストライヴァー （equal striver 歌：松岡章夫）
2、ACT7「G 1」
3、ACT7「G 2」
4、ACT7「G 3」
5、ACT7「G 4」
6、ACT7「G 5」
7、ACT7「G 6」
8、ACT7「G エピローグ」
9. ザ・ペイン （THE PAIN 歌：KASUMI）

## OVA
1995年に第1期シリーズ（全1巻）、1996年に第2期シリーズ（全3巻）が製作・発売元：竹書房、販売元：キングレコードで発売された。

### キャスト
- ロウ - 山口勝平
- デスウィンド - 遊佐浩二

### スタッフ (OVA)
- 総監督 - 根岸弘
- 脚本 - 関島眞頼
- キャラクターデザイン・レイアウト監修 - 松尾慎
- 美術監督 - 小山俊久
- 色彩設計 - 田中真紀
- 撮影監督 - 白井久男
- 音響監督 - 若林和弘
- 音楽 - 手塚理、矢吹俊郎
- アニメーション制作 - ZERO G-ROOM

### 主題歌 (OVA)
オープニングテーマ「Solid desire」
歌：KASUMI(松村香澄の別名義) / 作詞 - 木本慶子 / 作曲 - 佐藤英敏 / 編曲 - 深田啓二
エンディングテーマ「 I'm Shadow skill」
歌：KASUMI

### 音楽ソフト (OVA)
- 第2期

CD『影技 ～SHADOW SKILL ― オリジナル・サウンドトラック EX.』
メーカー：キングレコード
発売日：1996年12月21日
EAN 4988003195328、JAN 4988003195328
収録曲：全27曲、収録時間合計： 58分

### 映像ソフト (OVA)
- 第1期

発売日：1995年10月25日、収録時間： 45分
VHS版、型番：KIVA-236、EAN 4988003921088、JAN 4988003921088
LD 版、型番：KILA-139、EAN 4988003921095、JAN 4988003921095
- 第2期
  - Act.1「セバール」発売日：1996年9月21日、収録時間：30分

VHS版、型番：KIVA-270、EAN 4988003923198、JAN 4988003923198
LD 版、型番：KILA-175、EAN 4988003923204、JAN 4988003923204
  - Act.2「セプティア」発売日：1996年10月23日、収録時間：30分

VHS版、型番：KIVA-271、EAN 4988003923297、JAN 4988003923297
LD 版、型番：KILA-176、EAN 4988003923303、JAN 4988003923303
  - Act.3「スイレーム」発売日：1996年11月21日、収録時間：30分

VHS版、型番：KIVA-272、EAN 4988003923990、JAN 4988003923990
LD 版、型番：KILA-177、EAN 4988003924003、JAN 4988003924003

## テレビアニメ
テレビ東京で1998年7月2日から同年12月24日まで放送された。全26話。設定は原作を意識しつつも内容はほぼオリジナルでストーリー展開もかなり異なる。戦闘シーンなども軽快でコミカルなものへと変更され、キャラデザや性格も原作とは別物となっている。

### スタッフ（テレビアニメ）
- 原作 - 岡田芽武
- 監督 - 須永司
- シリーズ構成 - 十川誠志
- キャラクターデザイン - 木﨑文智
- インダストリアル・デザイン - 山形厚史
- 美術監督 - 中村光毅
- 色彩設計 - もちだたけし
- 撮影監督 - 青木孝司
- 編集 - 坂本雅紀
- 音響監督 - 亀山俊樹
- 音楽 - 手塚理
- プロデューサー - 横山真二郎、豊住政弘
- アニメーション制作 - スタジオディーン
- 製作 - 創通映像、スタジオディーン

### 主題歌
オープニングテーマ「born Legend」
作詞 - 木本慶子 / 作曲 - 佐藤英敏 / 編曲 - 五島翔 / 歌 - KASUMI(松村香澄の別名義)
エンディングテーマ「LAST QUARTER」（1 - 5, 7, 9, 14, 18, 26話）
作詞・作曲 - プリン / 編曲 - 滝沢淑行 / 歌 - プリンセスプリン
エンディングテーマ「For My Pride」（6, 8, 10 - 13, 15 - 17, 19 - 25話）
作詞 - 木本慶子 / 作曲・編曲 - 今泉洋 / 歌 - SPIRIT LEVEL

### 各話リスト
| 話数 | サブタイトル               | 脚本     | 絵コンテ        | 演出       | 作画監督   | 放送日         |
| ---- | -------------------------- | -------- | --------------- | ---------- | ---------- | -------------- |
| 1    | 我が一撃は無敵なり         | 十川誠志 | 須永司          | 佐藤照雄   | 木﨑文智   | 1998年7月2日   |
| 2    | 決闘者たち                 | 山口亮太 | 杉島邦久        | 杉島邦久   | 小島正士   | 1998年7月9日   |
| 3    | ファントムの忘れ形見       | 植田浩二 | 須永司          | TAKESHI    | 井上哲     | 1998年7月16日  |
| 4    | 父が遺したもの             | 時村尚   | 須永司          | 吉田俊司   | 河南正昭   | 1998年7月23日  |
| 5    | 誇り高き戦場               | 十川誠志 | 須永司 白旗伸朗 | 佐藤照雄   | 門智昭     | 1998年7月30日  |
| 6    | 白と黒の閃光               | 植田浩二 | 別所誠人        | 別所誠人   | 外崎春雄   | 1998年8月6日   |
| 7    | 宿命の対決                 | 山口亮太 | 吉永尚之        | 清水明     | つなきあき | 1998年8月13日  |
| 8    | 人間凶器.北へ              | 十川誠志 | 須永司          | 吉田俊司   | 井上哲     | 1998年8月20日  |
| 9    | 聖都爆烈す                 | 十川誠志 | 須永司          | 佐藤照雄   | 小島正士   | 1998年8月27日  |
| 10   | 白と黒の激突               | 植田浩二 | 別所誠人        | 菱川直樹   | 門智昭     | 1998年9月3日   |
| 11   | 侵攻                       | 十川誠志 | 西村純二        | 西山明樹彦 | 外崎春雄   | 1998年9月10日  |
| 12   | 黒き咆哮                   | 十川誠志 | 西村純二        | 吉田俊司   | 井上哲     | 1998年9月17日  |
| 13   | 友の心とともに             | 十川誠志 | 須永司          | 佐藤照雄   | 木崎文智   | 1998年9月24日  |
| 14   | 月影神殿                   | 時村尚   | 吉永尚之        | 菱川直樹   | 数井浩子   | 1998年10月1日  |
| 15   | 亡霊                       | 十川誠志 | 須永司          | 西山明樹彦 | 門智昭     | 1998年10月8日  |
| 16   | 過去からの襲撃者           | 十川誠志 | 西村純二        | 佐藤照雄   | 高橋晃     | 1998年10月15日 |
| 17   | 紅蓮                       | 十川誠志 | 須永司          | 別所誠人   | 山形厚史   | 1998年10月22日 |
| 18   | 第七の暁                   | 十川誠志 | 須永司          | 別所誠人   | 大塚健     | 1998年10月29日 |
| 19   | 牙、二代                   | 十川誠志 | 吉永尚之        | 西山明樹彦 | 河南正昭   | 1998年11月5日  |
| 20   | 闇と死と                   | 十川誠志 | 西村純二        | 吉田俊司   | 門智昭     | 1998年11月12日 |
| 21   | 神音-カノン-               | 十川誠志 | 須永司          | 佐藤照雄   | 数井浩子   | 1998年11月19日 |
| 22   | あね、おとうと             | 十川誠志 | 須永司          | 菱川直樹   | 外崎春雄   | 1998年11月26日 |
| 23   | 覚悟を決めろ               | 十川誠志 | 西村純二        | 鈴木芳成   | 河南正昭   | 1998年12月3日  |
| 24   | 神の拳                     | 十川誠志 | 須永司          | 西村明樹彦 | 門智昭     | 1998年12月10日 |
| 25   | 陰流の魔徒                 | 十川誠志 | 西村純二        | 吉田俊司   | 木崎文智   | 1998年12月17日 |
| 26   | 修練闘士[セヴァール]への道 | 十川誠志 | 須永司          | 佐藤照雄   | 山形厚史   | 1998年12月24日 |

### 音楽ソフト
- 8cmCDシングル『born Legend』主題歌・OPテーマ・EDテーマ

レーベル：キングレコード
発売日：1998年8月7日
型番：KIDA-169、EAN 4988003218560、JAN 4988003218560
収録曲：1, 「born Legend」、2, 「For My Pride」、3,「LAST QUARTER」、収録時間合計：14分
- CD『SHADOWSKILL ～影技～ オリジナル・サウンドトラック』

レーベル：キングレコード
発売日：1998年10月9日
型番：KICA-416、EAN 4988003220167、JAN 4988003220167
- 2枚組CD『シャドウスキル-影技-散闘羅』TVサントラ

レーベル：キングレコード
発売日：1999年1月22日
型番：KICA-446、EAN 4988003225766、JAN 4988003225766
収録曲：全22曲、140分

### 映像ソフト (TV)
テレビ放映版アニメ、バンダイビジュアル、全7巻
- ROUND.1、発売日：1998年11月25日、〈第1話〉我が一撃は無敵なり〈第2話〉決闘者たち

VHS版、型番：BES-2200、EAN 4934569118509、JAN 4934569118509
LD 版、型番：BELL-1312、EAN 4934569207975、JAN 4934569207975
- ROUND.2、発売日：1998年12月18日、〈第3話〉〈第4話〉〈第5話〉〈第6話〉

VHS版、型番：BES-2201、EAN 4934569118516、JAN 4934569118516
LD 版、型番：BELL-1313、EAN 4934569207982、JAN 4934569207982
- ROUND.3、発売日：1999年1月25日、〈第7話〉〈第8話〉〈第9話〉〈第10話〉

VHS版、型番：BES-2202、EAN 4934569118523、JAN 4934569118523
LD 版、型番：BELL-1314、EAN 4934569207999、JAN 4934569207999
- ROUND.4、発売日：1999年2月25日、〈第11話〉〈第12話〉〈第13話〉〈第14話〉

VHS版、型番：BES-2203、EAN 4934569118530、JAN 4934569118530
LD 版、型番：BELL-1315、EAN 4934569208002、JAN 4934569208002
- ROUND.5、発売日：1999年3月25日、〈第15話〉〈第16話〉〈第17話〉〈第18話〉

VHS版、型番：BES-2204、EAN 4934569118547、JAN 4934569118547
LD 版、型番：BELL-1316、EAN 4934569208019、JAN 4934569208019
- ROUND.6、発売日：1999年4月25日、〈第19話〉〈第20話〉〈第21話〉〈第22話〉

VHS版、型番：BES-2205、EAN 4934569118554、JAN 4934569118554
LD 版、型番：BELL-1317、EAN 4934569208026、JAN 4934569208026
- ROUND.7、発売日：1999年5月25日、〈第23話〉〈第24話〉〈第25話〉〈第26話〉

VHS版、型番：BES-2206、EAN 4934569118561、JAN 4934569118561
LD 版、型番：BELL-1318、EAN 4934569208033、JAN 4934569208033

## OVA(2003年)
2003年に、OVA『SHADOW SKILL 〜クルダ流交殺法の秘密〜FULL COMPLETE』が公開された。60分。長編作品としては世界初トゥーンシェーダーを用いた 2.5DフルCGアニメ。
- 監督：市川量也
- 脚本：砂山蔵澄
- 音楽：Isomura

DVD 先行発売限定版
発売日：2003年12月12日
型番：TMVD-3001
EAN 4582100992028、JAN 4582100992028
DVD〈映像特典〉付
発売日：2004年2月10日
型番：TMV-3002
EAN 4524505222607、JAN 4524505222607

## 小説
竹書房（竹書房ガンマ文庫）
- 心・影技 （1996年3月、ISBN 4-8124-0067-8）
著 - 関島眞頼
- 業・影技 （1996年10月、ISBN 4-8124-0136-4）
著 - 渡辺大祐

富士見書房（富士見ファンタジア文庫）、著 - 富永浩史
- SHADOW SKILL APOCRYPHA -影技- 外典（1）“FIRE FOX” （1998年7月、ISBN 4-8291-2824-0）
- SHADOW SKILL APOCRYPHA -影技- 外典（2）“ETENDERD” （1999年2月、ISBN 4-8291-2868-2）